# Velte
 (janvier 2024).
Si vous disposez d'ouvrages ou d'articles de référence ou si vous connaissez des sites web de qualité traitant du thème abordé ici, merci de compléter l'article en donnant les références utiles à sa vérifiabilité et en les liant à la section « Notes et références ».
La velte, de l'allemand dialectal Vertel, quart (all. Viertel) est une unité de mesure prémétrique française de volume pour des liquides.
Une velte valait exactement 384 pouces-du-roi cubes, soit 8 pintes, donc environ 7,62 litres.
Malgré son nom, la velte n'était pas un quart d'un pied-du-roi cube, mais deux neuvièmes. Le pied-du-roi cube contient une grande grosse de pouces carrés, 1 728 = 26 × 33. La roquille fut déjà définie 1,5 pouce cube, éliminant ainsi une fois le facteur trois. 
Pour rejoindre le pied-du-roi cube, il était nécessaire que le facteur 9 soit encore assumé. Pour cela, le quart du pied-du-roi cube vaut 9 pintes, mais la velte en vaut huit.